# Valerie van der Graaf
Valerie van der Graaf (Róterdam, Holanda del Sur; 12 de febrero de 1992) es una modelo neerlandesa.

## Carrera
En 2007, a la edad de 15, Graaf dio inicio su carrera de modelaje siendo descubierta a través de la red social Hyves por Teen Vogue. Rápidamente, se mudó a Londres y firmó contrato con la revista donde recibió mucha atención, así posteriormente, se incursionó para diversas revistas como Vogue, la revista de trajes de baño Sports Illustrated y Lavazz. También ha aparecido en ediciones internacionales como Grazia Italia, Marie Claire Grecia y en junio del 2011 protagonizó la portada de Avant-Garde. También ha modelado para patrocinar campañas de Top Shop, Jan Taminiau e Hilfiger Denim, aparte de ello, Graaf también ha modelado en pasarelas tales como Bryce Aime.
En agosto de 2016, después de un regreso a la revista Sports Illustrated, Valerie fue elegida Playmate del Mes para la revista Playboy donde fue fotografiada por David Bellemere.